# Cara Buono
Cara Buono (New York, 1º marzo 1971) è un'attrice statunitense.

## Biografia
Buono è nata e cresciuta nel Bronx, borough di New York, in una famiglia operaia d'origini italiane. Ha due fratelli ed una sorella. Si è laureata alla Columbia University nel 1995 con una doppia specializzazione in inglese e scienze politiche. Ha conseguito la laurea in tre anni.

## Carriera
Cara Buono ha iniziato la sua carriera cinematografica con Ethan Hawke e Jeremy Irons in Waterland - Memorie d'amore, continuando l'attività teatrale sia a Broadway che nell'Off Broadway: gran parte del suo lavoro è stato in film indipendenti come Chutney Popcorn, Happy Accidents, Prossima fermata Wonderland e Two Ninas, che ha co-prodotto. Nel 1999, ha interpretato un piccolo ruolo nel film TV In fondo al cuore. Ha diretto e prodotto film, tra cui The Baggage, un cortometraggio del 1997 interpretato da Liev Schreiber. Ha co-scritto la sceneggiatura When the Cat's Away con Brad Anderson.
Ha recitato nella stagione finale del dramma NBC Squadra emergenza come il paramedico Grace Foster, e in Hulk di Ang Lee come Rebecca Banner (il cui nome è stato cambiato in Edith per il film), la madre di Bruce Banner. È apparsa anche come Kelli, la moglie di Christopher Moltisanti, nella stagione finale in due parti della serie drammatica della HBO I Soprano. Inoltre, è comparsa come Dr. Faye Miller nella quarta stagione della serie drammatica AMC Mad Men, per la quale ha ricevuto una candidatura ai premi Emmy come miglior attrice ospite in una serie drammatica nel 2011. È dal 2016 nel cast principale della serie Stranger Things, prodotta da Netflix.

## Vita privata
Cara Buono vive a New York, nel Greenwich Village con il marito, il fondatore di Ethos Water, Peter Thum; i due hanno una figlia.

## Filmografia

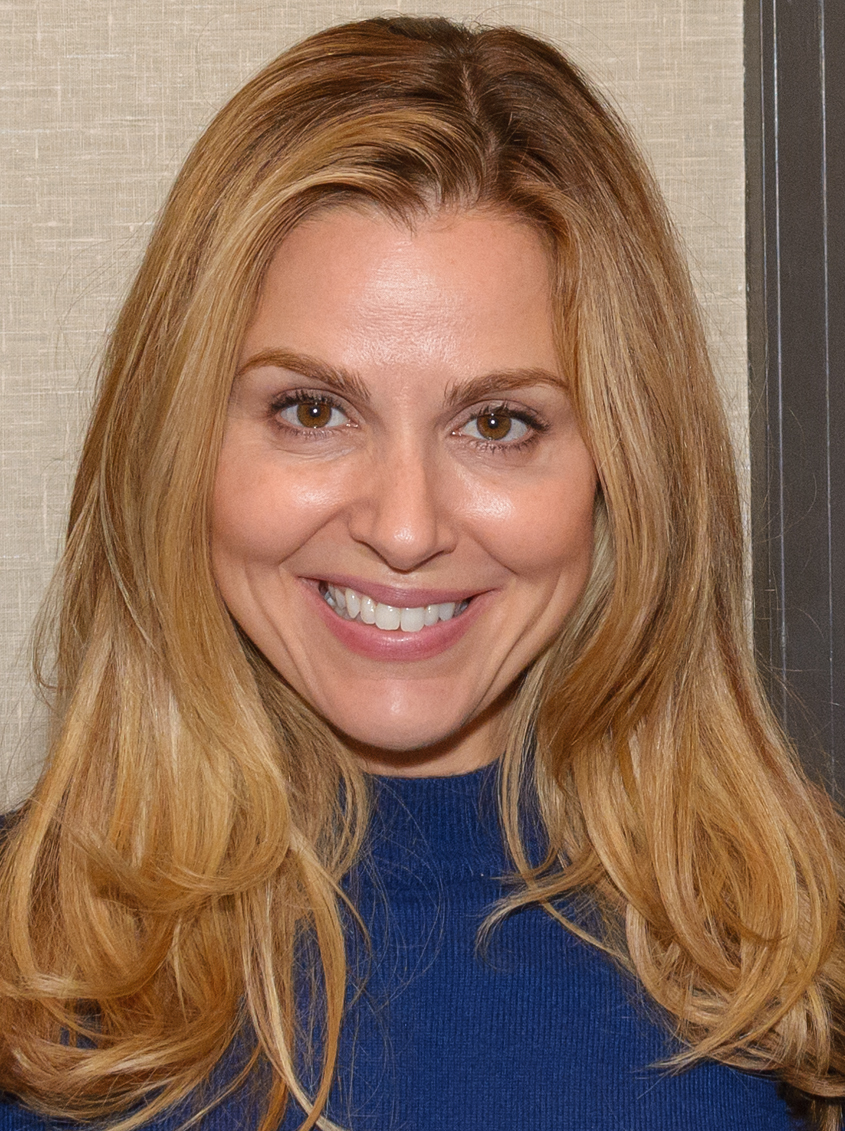
Cara Buono a Parsippany-Troy Hills nel 2017

### Cinema
- Waterland - Memorie d'amore (Waterland), regia di Stephen Gyllenhaal (1992)
- I gladiatori della strada (Gladiator), regia di Rowdy Herrington (1992)
- Scalciando e strillando (Kicking and Screaming), regia di Noah Baumbach (1995)
- Killer - Diario di un assassino (Killer: A Journal of Murder), regia di Tim Metcalfe (1996)
- Prossima fermata Wonderland (Next Stop Wonderland), regia di Brad Anderson (1998)
- Chutney Popcorn, regia di Nisha Ganatra (1999)
- Hulk, regia di Ang Lee (2003)
- From Other Worlds, regia di August Derleth (2004)
- Artie Lange's Beer League, regia di Frank Sebastiano (2006)
- Cthulhu, regia di Daniel Glidark (2008)
- Betrayed, regia di Adam Kane (2010)
- Stuff, regia di Lawrence C. Johnson (2010)
- Blood Story (Let Me In), regia di Matt Reeves (2010)
- The Discovers, regia di Justin Schwarz (2012)
- A Good Marriage, regia di Peter Askin (2014)
- Città di carta (Paper Towns), regia di Jake Schreier (2015)
- Half the Perfect World, regia di Cynthia Fredette (2016)
- All Saints, regia di Steve Gomer (2017)
- Mosters and Men, regia di Reinaldo Marcus Green (2018)
- The Girl Who Escaped: The Kara Robinson Story, regia di Simone Stock (2023)

### Televisione
- In a Class of His Own, regia di Robert Munic – film TV (1999)
- Law & Order - I due volti della giustizia (Law & Order) – serie TV, 3 episodi (1996-2007)
- Law & Order: Criminal Intent – serie TV, episodio 1x16 (2002)
- Squadra emergenza (Third Watch) – serie TV, 22 episodi (2004-2005)
- I Soprano (The Sopranos) – serie TV, 7 episodi (2006-2007)
- The Dead Zone – serie TV, 6 episodi (2007)
- Law & Order - Unità vittime speciali (Law & Order: Special Victims Unit) – serie TV, episodio 9x13 (2008)
- E.R. - Medici in prima linea (ER) – serie TV, episodio 15x22 (2009)
- NCIS - Unità anticrimine (NCIS) – serie TV, episodio 7x08 (2009)
- Mad Men – serie TV, 10 episodi (2010)
- Hawaii Five-0 – serie TV, episodio 1x21 (2011)
- Brothers & Sisters - Segreti di famiglia (Brothers & Sisters) – serie TV, 3 episodi (2011)
- Drew Peterson: l'amore fa impazzire (Drew Peterson: Untouchable), regia di Mikael Salomon – film TV (2012)
- Castle – serie TV, episodio 5x18 (2013)
- The Good Wife – serie TV, episodio 4x21 (2013)
- Person of Interest – serie TV, 8 episodi (2014-2015)
- Stranger Things – serie TV, 34 episodi (2016-2022)
- Bull – serie TV, episodio 2x04 (2017)
- The Bad Seed, regia di Rob Lowe – film TV (2018)
- The Romanoffs – serie TV, episodio 1x05 (2018)
- Supergirl – serie TV, 9 episodi (2019-2021)
- God Friended Me – serie TV, episodio 4x18 (2019)
- The Girl from Plainville – miniserie TV, 8 episodi (2022)

## Doppiatrici italiane
Nelle versioni in italiano delle opere in cui ha recitato, Cara Buono è stata doppiata da:
- Laura Lenghi in The Dead Zone, Drew Peterson: l'amore fa impazzire, The Good Wife
- Emanuela Damasio in NCIS - Unità anticrimine, Hawaii Five-0, The Romanoffs
- Giuppy Izzo in Killer - Diario di un assassino, Città di carta
- Maura Cenciarelli in Prossima fermata Wonderland, Person of Interest
- Anna Cugini in Blood Story, Supergirl
- Sabrina Duranti in Mad Men, Bull
- Daniela Calò in Brothers & Sisters - Segreti di famiglia, Castle
- Rossella Acerbo in Scalciando e strillando
- Chiara Colizzi in Law & Order - I due volti della giustizia
- Debora Magnaghi in Law & Order: Criminal Intent
- Barbara De Bortoli in Hulk
- Ilaria Latini in Squadra emergenza
- Michela Alborghetti ne I Soprano
- Giò-Giò Rapattoni in Law & Order - Unità vittime speciali
- Deborah Ciccorelli in A Good Marriage
- Nunzia Di Somma in Stranger Things